# 洪流怪物
《洪流怪物》（英語： TorrentFreak，简称：TF）是一个博客，致力于报道有关BT和文件共享，以及盗版和数字权利的最新消息。
该网站由一位化名为"埃内斯托·范德萨"的荷兰人 于2005年11月创办。 2007年，安迪·麦克斯韦（曾用名：安迪·恩尼格玛斯）和本·琼斯加入了他的行列。 定期撰稿人包括海盗党创始人里卡德·法尔克温格。 2009年，在线出版物《电子商务时报》将“ 埃内斯托”描述为《洪流怪物》所有者伦纳特·伦克玛的笔名。《洪流怪物》的文字为知识共享 署名-非商业性使用3.0协议下的自由内容。
他们的首席研究员和社区经理是海盗党活跃分子安德鲁·诺顿，任期从2007年至2022年。

## 专业范畴
根据加拿大法学者迈克尔·盖斯特的说法，《洪流怪物》 "被广泛用作数字问题原创报道的来源"。
经常报告的领域包括:
- 伦敦市警察局知识产权犯罪部门[10][11]
- 美国贸易代表办公室和恶名市场报告[12]
- 反盗版封锁[13]
- BT服务器新闻[14]
- 虚拟专用网和种子盒子评论[15]
- 文件共享网站新闻
- 版权法新闻
- Warez业新闻

以及其他影响版权、隐私、文件共享和相关新闻。

### 编辑立场
在 2021年的一篇文章中，安迪·麦克斯韦概述了《洪流怪物》的编辑立场。他写道："作为一家完全致力于报道版权、盗版、种子文件和流媒体网站（以及所有与之密切相关的事物）的出版物，《洪流怪物》的目标是讲述故事的所有'侧面'。我们不会回避盗版会损害销售的报道，我们也会毫不犹豫地发表完全相反的研究项目。这就是所谓的平衡报道，绝对不会伤害任何人。"

## 历史
2007年8月17日，《洪流怪物》报道称，康卡斯特 开始对其上传带宽进行节流，特别是针对BT用户。 这使得BT协议的重要组成部分做种工作实际上无法进行。 后来证实，康卡斯特使用的是 Sandvine产品，该产品可实施网络流量调整和监控，并支持阻止新的网络连接和强行终止已建立的网络连接。每当被要求发表评论时，康卡斯特都否认这些说法。2007年10月26日，《消费主义》获悉了一份内部指南，该指南供客服人员在被问及康卡斯特的BT节流问题时使用。
2008年10月至2011年3月，《洪流怪物》推出了名为 "torrentfreak.tv "的视频新闻服务，由种子网站Suprnova的创始人安德烈·普雷斯顿执导，在Mininova上播放和下载。
2013年8月21日，康卡斯特因《洪流怪物》撰写公开的法庭文件而向其发出威胁。 相关文件将康卡斯特一名用户与普伦达律师事务所联系在一起。 案件是由AF控股提起的一项侵权诉讼，指控一部成人电影的侵权行为。
2013年8月, 在种子网站EZTV将其域名系统服务器指向《洪流怪物》的IP地址后，天空宽带对英国用户屏蔽了该网站。2014年7月，该网站被备受争议的天空宽带色情过滤屏蔽。

## 外部连结
- 官方网站